# Depozyt
Depozyt (z łac. depositum, r. n. od depositus, imiesłów od deponere ‘odłożyć’, de- 'od-' i ponere ‘ustawić, położyć’) – miejsce przeznaczone do przetrzymywania zabezpieczonych pieniędzy lub innych, wartościowych dla deponenta przedmiotów. Pojęcie to ma wielorakie znaczenie, z biegiem czasu stając się ważnym elementem szeregu instytucji w sferze prawa i bankowości.
Depozytem w życiu codziennym określane jest specjalnie przygotowane miejsce, stworzone bądź udostępnione w celu zabezpieczania i pozostawiania w nim pieniędzy, lub innych przedmiotów, stanowiących wartość dla deponenta.  Może pełnić funkcje bezpiecznej skrytki, bądź przechowalni. Czynnościom deponowania kosztowności często może towarzyszyć dyskrecja, mająca na celu utrzymanie faktu i miejsca w tajemnicy przed osobami postronnymi. 

## Depozyt w miejscach publicznych
Depozyt może być udostępniony w formie przechowalni, w miejscach przeznaczonych do rozrywki (stadion, hala widowiskowa, koncert, pływalnia etc.) lub w obiektach użyteczności publicznej (np. szkoła, więzienie czy szpital), Człowiek na prośbę organizatora powinien przed wejściem do takiego obiektu pozostawić określony rodzaj przedmiotów, których wniesienie mogłoby stanowić niebezpieczeństwo lub umożliwić naruszenie zasad określonych przez organizatora. Przykładami takich depozytów może być np. szatnia w restauracji, miejsce pozostawiania telefonów przed wejściem do placówki edukacyjnej, lub pomieszczenie, gdzie zabezpieczono rzeczy pacjenta, przywiezionego do szpitala.
Na co dzień w takim przypadku nie następuje pisemne zawarcie umowy pomiędzy deponentem a organizatorem przechowalni. W takim miejscu zasady określa miejscowy regulamin, do którego właściciel przedmiotów winien się dostosować. Przed opuszczeniem danego miejsca, na polecenie właściciela rzeczy powinny być mu zwrócone natychmiastowo.

## Depozyt bankowy
W skrytce bankowej można przechować w postaci bankowego depozytu wartościowego lub rzeczowego na przykład różne kosztowności, jak również dokumenty czy nawet klucze. Korzystanie z takiego miejsca jest odpłatne, a do korzystania z niego potrzebna jest umowa prawna pomiędzy bankiem a klientem.

## Depozyt jako umowa prawna
Terminem depozytu określa się umowę przechowania. W umowie tej przechowawca (depozytariusz) zobowiązuje się zachować za wynagrodzeniem lub bez wynagrodzenia w stanie niepogorszonym rzecz ruchomą oddaną mu przez składającego (deponenta) na przechowanie. Przykładem tej umowy może być pozostawienie samochodu na parkingu strzeżonym, umieszczenie bagażu w przechowalni dworca, oddanie wierzchniego okrycia w szatni. Do zawarcia umowy konieczne jest wydanie rzeczy. Od tej chwili powstają odpowiednie obowiązki przechowawcy i składającego rzecz.

### Przechowawca
Przechowawca jest przede wszystkim zobowiązany do przechowywania rzeczy w taki sposób, do jakiego się zobowiązał, a w wypadku braku umowy w tym względzie – w taki sposób, jaki wynika z właściwości przechowywanej rzeczy i z okoliczności. Bez zgody składającego nie wolno mu używać rzeczy, chyba że jest to konieczne do jej zachowania w stanie niepogorszonym. Powinien przechowywać rzecz w miejscu i w sposób określony w umowie, chyba że zmiana w tym zakresie jest konieczna dla ochrony rzeczy przed utratą lub uszkodzeniem. Nie może oddać rzeczy na przechowanie innej osobie, chyba że jest zmuszony do tego przez okoliczności.

### Składający
Składający rzecz ma natomiast obowiązek zapłaty wynagrodzenia, o ile umowa jest odpłatna. Powinien on także zwrócić przechowawcy wydatki, które ten poniósł w celu należytego przechowania rzeczy. Umowa przechowania nie wymaga szczególnej formy. Czasem połączona jest z wydaniem znaku legitymacyjnego (kwitu, żetonu, numerka itp.), który stanowi symboliczne potwierdzenie prawa do oddanej na przechowanie rzeczy. Istotny element tej umowy, a mianowicie przechowanie, jest także elementem składowym innych umów, np. najmu, komisu, przewozu. Obowiązek przechowania może występować także w umowach o świadczenie usług wykonywanych przez lekarzy, adwokatów, zakłady fryzjerskie, kosmetyczne, gastronomiczne. W sytuacjach tych najczęściej chodzi o pozostawioną odzież, a do zawarcia umowy przechowania dochodzi z reguły w sposób dorozumiany. Identyczna sytuacja występuje w zakładach pracy, gdzie pracownik musi złożyć odzież wierzchnią, aby wykonywać pracę.

## Depozyt nieprawidłowy
Oprócz klasycznej umowy depozytu (umowy przechowania) funkcjonuje także depozyt nieprawidłowy (łac. depositum irregulare). W stosunku tym przechowawcy przysługuje prawo rozporządzania oddanymi mu na przechowanie pieniędzmi albo innymi rzeczami oznaczonymi tylko co do gatunku. Art. 845 k.c. nakazuje odpowiednio stosować przepisy o pożyczce. Depozyt nieprawidłowy może wynikać bądź z przepisów prawa, bądź z okoliczności. Składający do depozytu nieprawidłowego może żądać w każdym czasie zwrotu rzeczy oddanej w przechowanie w miejscu, gdzie rzecz miała być przechowywana.

## Depozyt sądowy
O depozycie można mówić w znaczeniu depozytu sądowego. Depozytem w sądzie mogą być pieniądze, dokumenty, papiery wartościowe, poręczenia majątkowe, dowody rzeczowe, przedmioty złożone lub zatrzymane w postępowaniu karnym. W przypadkach określonych w ustawach możliwe jest złożenie przedmiotu do depozytu sądowego przez dłużnika lub uprawniony organ. Wyróżnić tu można, za Sądem Najwyższym, dwa rodzaje depozytów:
- depozyty składane jako przedmiot świadczenia w celu zwolnienia się z wykonania zobowiązania,
- depozyty składane i pozostawiane wskutek potrzeb i dla celów postępowania (np. karnego, egzekucyjnego).

Jeśli chodzi o tę pierwszą kategorię, to należy stwierdzić, że ważne złożenie przedmiotu świadczenia do depozytu sądowego ma takie same skutki jak spełnienie świadczenia. Jest to uprawnienie dłużnika, które przysługuje mu np. w razie braku wiedzy lub sporu co do osoby wierzyciela, nieznajomości miejsca zamieszkania lub siedziby wierzyciela, zwłoki wierzyciela, odmowy wydania przez wierzyciela pokwitowania.
Jeśli chodzi o drugą kategorię, to do depozytu mogą być złożone np. rzeczy zatrzymane w postępowaniu karnym, co do których powstaje wątpliwość, komu należy je wydać, rzeczy ruchome odebrane przez komornika dłużnikowi podczas nieobecności wierzyciela.
O przejściu na własność państwa przedmiotów nie podjętych z depozytu sądowego orzeka sąd jako organ wymiaru sprawiedliwości.

## Inne rodzaje depozytu
Depozyt występuje w określonych urzędach, instytucjach lub u osób z racji wykonywanych przez nie czynności. Można tu wymienić depozyt urzędu celnego, depozyt urzędu skarbowego, depozyt bankowy, depozyt muzealny, depozyt notarialny, depozyt konsularny.
Do depozytu urzędu celnego mogą trafić zatrzymane lub zajęte towary w celu zabezpieczenia należności celnych. Złożeniu do depozytu urzędu skarbowego podlegają np. papiery wartościowe, zajęte w celu zabezpieczenia należności pieniężnych. W depozycie bankowym można przechowywać przedmioty i papiery wartościowe. Notariusz może przyjąć na przechowanie wszelkiego rodzaju dokumenty oraz papiery wartościowe i pieniądze w związku z dokonywaną w jego kancelarii czynnością. Konsul przyjmuje do depozytu dokumenty, środki płatnicze oraz przedmioty wartościowe, jeżeli jest to niezbędne do ochrony praw i interesów obywateli polskich.

## Krajowy Depozyt
Depozyt występuje w oznaczeniu centralnej instytucji depozytowo-rozliczeniowej, jaką jest Krajowy Depozyt Papierów Wartościowych. Działa on w formie spółki akcyjnej, a do jego zadań należy prowadzenie depozytu papierów wartościowych.
Polega to w szczególności na rejestrowaniu papierów wartościowych dopuszczonych do publicznego obrotu, nadzorowaniu zgodności wielkości emisji z liczbą papierów wartościowych znajdujących się w obrocie, rozliczaniu transakcji zawieranych na rynku regulowanym.

## Podstawa prawna
- Ustawa z dnia 23 kwietnia 1964 r. – Kodeks cywilny (Dz.U. z 2022 r. poz. 1360).
- Ustawa z dnia 17 listopada 1964 r. – Kodeks postępowania cywilnego (Dz.U. z 2021 r. poz. 1805).
- Ustawa z dnia 6 czerwca 1997 r. – Kodeks postępowania karnego (Dz.U. z 2020 r. poz. 1360).
- Ustawa z dnia 19 marca 2004 r. – Prawo celne (Dz.U. z 2024 r. poz. 1373).
- Ustawa z dnia 17 czerwca 1966 r. o postępowaniu egzekucyjnym w administracji (Dz.U. z 2025 r. poz. 132).
- Ustawa z dnia 29 sierpnia 1997 r. – Prawo bankowe (Dz.U. z 2021 r. poz. 2439).
- Ustawa z dnia 29 lipca 2005 r. – o obrocie instrumentami finansowymi (Dz.U. z 2022 r. poz. 1500).
- Ustawa z dnia 14 lutego 1991 r. – Prawo o notariacie (Dz.U. z 2024 r. poz. 1001).
- Ustawa z dnia 25 czerwca 2015 r. Prawo konsularne (Dz.U. z 2023 r. poz. 1329).
- Ustawa z dnia 18 października 2006 r. o likwidacji niepodjętych depozytów (Dz.U. z 2006 r. nr 208, poz. 1537, z późn. zm.).
- Rozporządzenie Ministra Sprawiedliwości z dnia 24 września 1965 r. o zasadach i trybie postępowania w sprawach o złożenie przedmiotu świadczenia do depozytu sądowego (Dz.U. z 1965 r. nr 42, poz. 261).
- Rozporządzenie Ministra Rozwoju i Finansów z dnia 22 lutego 2017 r. w sprawie depozytu urzędu celno-skarbowego (Dz.U. z 2017 r. poz. 737).